# Cristina Spinei
Cristina Spinei, née le 29 février 1984 à Stamford, est une compositrice américaine basée à Nashville. Elle est surtout connue pour son travail sur le ballet ; elle reçoit commande par le ballet de Nashville, le New York Choreographic Institute, et le Pacific Northwest Ballet (en).

## Biographie
Cristina Spinei naît dans le Connecticut et commence à jouer du piano à l'âge de neuf ans. Elle est diplômée d'un baccalauréat et d'une maîtrise de la Juilliard School avec Christopher Rouse. Elle est qualifiée comme « l'une des jeunes compositrices les plus talentueuses d'Amérique » par le compositeur et chef d'orchestre primé aux Grammy Awards, José Serebrier. Spinei est récipiendaire de la Connecticut Commission on Culture and Tourism Grant for Composition, du Composer Assistance Award de l'American Music Center, de la Foundation for Contemporary Arts composition grant, du New York State Council on the Arts composition grant et du Composition Award du Reconnaissance des arts et recherche de talents.
Les ballets et autres compositions de Spinei sont joués aux États-Unis et dans le monde. Elle interprète également sa propre musique, notamment avec le Nashville Ballet en 2017, 2018 et 2020.
Elle est cofondatrice de Blind Ear Music, un groupe basé à New York qui combine la nouvelle musique avec une technologie de pointe. Blind Ear est présenté aux World Technology Awards et dans la section hebdomadaire "Spotlight on Music" de YouTube. Blind Ear est cité comme « l'avenir de la musique » dans une interview pour World Today de la BBC.
Le premier album de Spinei, Music for Dance (Toccata Classics), marque ses débuts en 2016. L'album est caractérisé par le critique Dean Frey comme ayant « une forte séquence lyrique avec un sentiment ouvert et folklorique et une pincée de pop ».
Son deuxième album complet, Ex Voto, sort en 2020. En février 2020, elle interprète des morceaux de l'album, à la nouvelle salle de musique National Sawdust à Brooklyn.
En plus de ses propres disques, la musique de Spinei apparaît sur le premier album de Trio Celeste ainsi que sur l'album Adagio de St. Michel Strings, un disque nommé pour un Latin Grammy Award.

## Discographie
- Synched – St. Michel Strings, dir. José Serebrier  (2011, Alba) (OCLC 829706655) — dans Adagio, avec des œuvres de Einojuhani Rautavaara, Elliott Carter, Marc Satterwhite, Leevi Madetoja, Joaquín Turina…
- Music for Dance – Pala Garcia, Joan Plana, violons ; Amanda Verner, alto ; Aleisha Verner, Sari de Leon Reist, violoncelles ; Colleen Phelps, percussion ; Quatuor Voxare ; St. Michel Strings, dir. José Serebrier (2009/2012, Toccata Classics) (OCLC 952127103)
- Ex-voto (2020, Sonder House Records)